# 马来西亚国家剧院
马来西亚国家剧院（英語：Istana Budaya），又称国家文化宫，是马来西亚举办各种类型剧团的主要场地，包括音乐剧、轻歌剧、古典音乐会以及本地和国际表演的歌剧。它位于吉隆坡市中心，毗邻马来西亚国家美术馆。1999年9月15日由时任首相马哈迪·莫哈末主持开幕。

## 历史

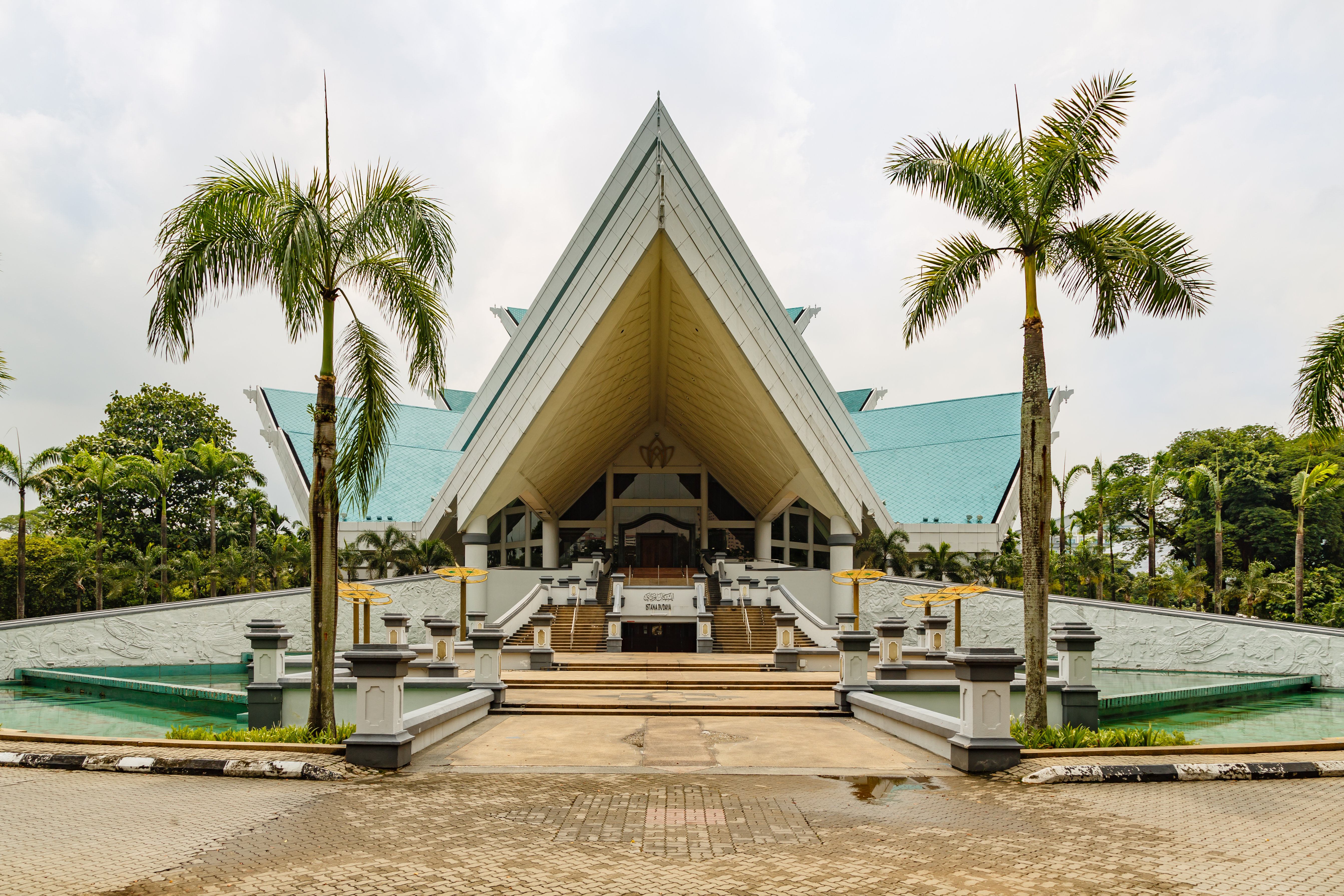
入口处

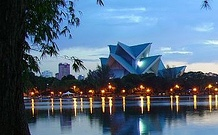
夜晚的国家剧院

建设工程于1995年开始，三年后竣工。它耗资2.1亿令吉建成，面积为5.44公顷，每平方米建筑面积为21,000。1999年9月15日，国家剧院由时任首相马哈迪·莫哈末主持开幕。马哈迪在致辞中呼吁作家和剧作家协助塑造更适合和让国家进步的积极文化价值观。开幕后，该剧院开始有节目演出，包括管弦乐队和独奏音乐会表演。
国家剧院与伦敦皇家阿尔伯特音乐厅一起被评为世界十大剧院之一。
国家剧院曾数次举行纪念已故巨星比·南利的“比南利音乐剧”，分别是2007年10月18日至11月3日、2008年5月28日至6月14日和2014年10月3日至10月12日。

## 音乐总监/指挥
- Mustafa Fuzer Nawi（1999年至今）

## 外部連結
- Istana Budaya Official website （馬來語） （页面存档备份，存于）
- Detailed Architecture of the Istana Budaya （页面存档备份，存于）
- Tourism Malaysia – Istana Budaya
- All about Malaysia – Istana Budaya